# 阿波羅太空船

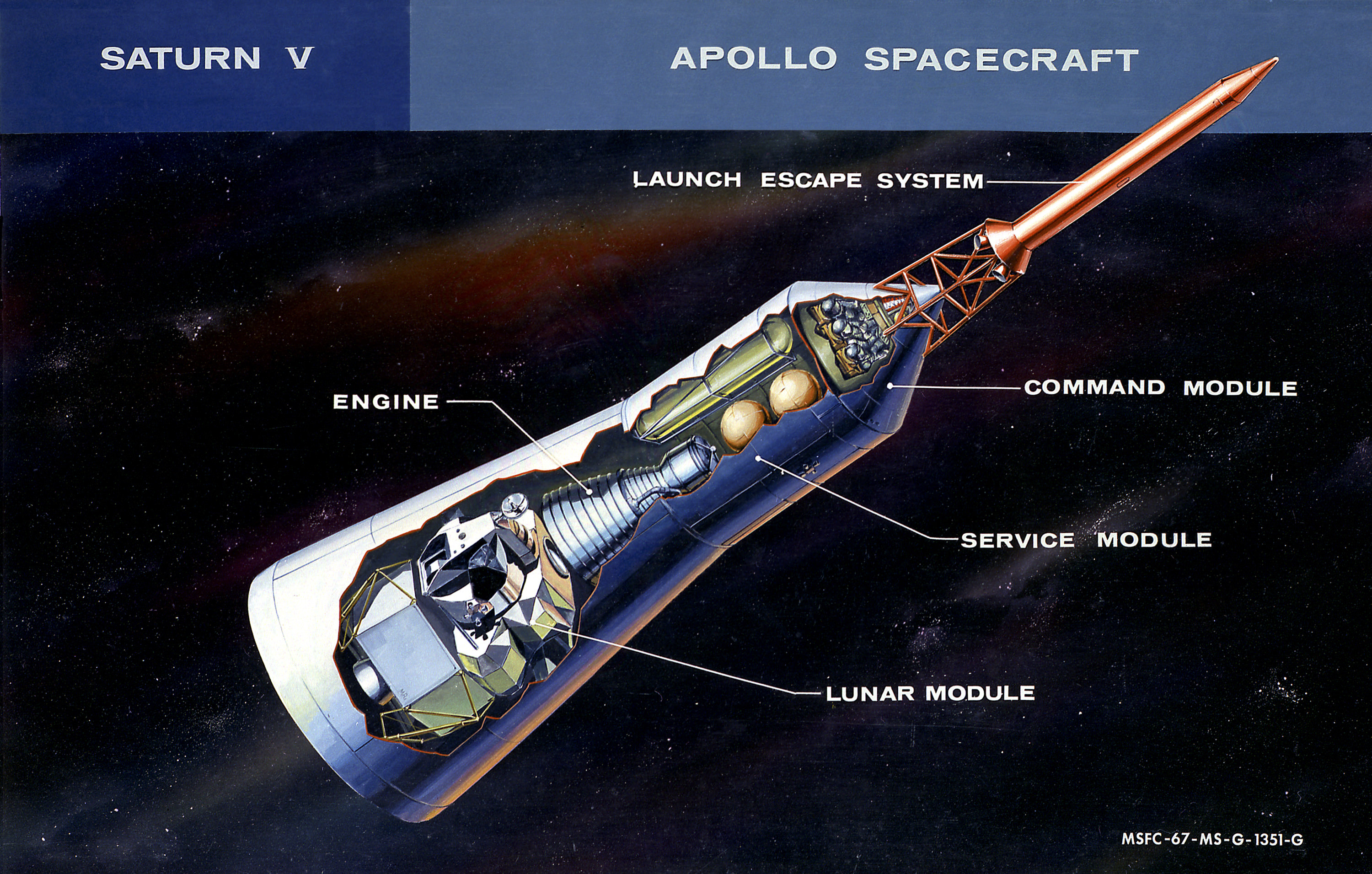
阿波羅太空船的完整架構：指令艙、服務艙、登月艙、發射逃逸系統、以及太空船/登月艙接合器

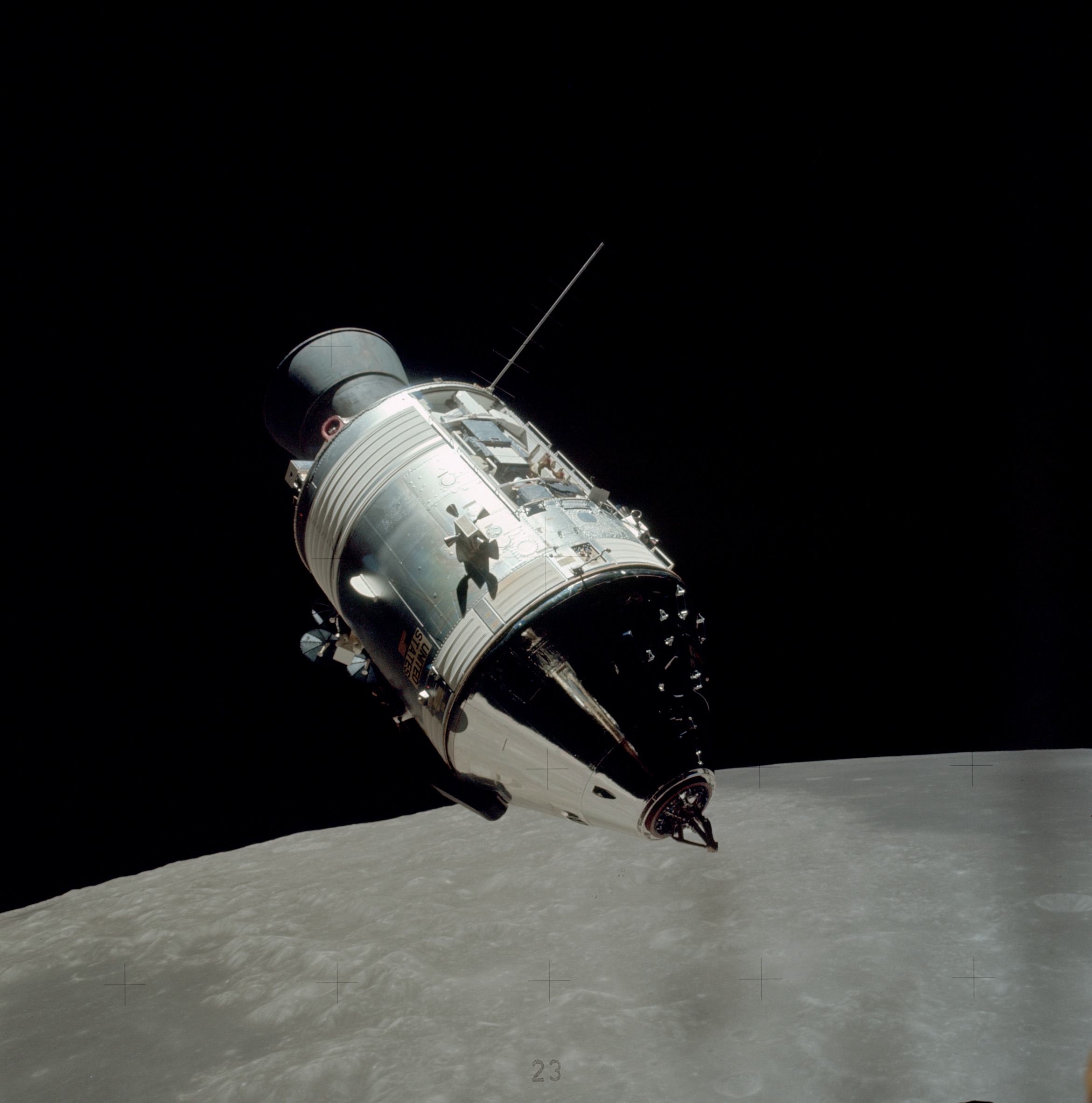
在月球軌道上，從登月艙的上升級所看到的阿波羅17號指令/服務艙

阿波羅太空船（Apollo spacecraft），是為了實現美國《阿波羅計畫》而設計的一個一次性使用的太空飛行器。該計劃旨在於1960年代結束前成功完成載人登月並安全返回地球。阿波羅太空船由指令/服務艙（CSM）及登月艙（LM）所組成。在組裝運載火箭時，則多附加了兩個部件在太空船上：發射逃逸系統（LES），只在發射時出現緊急狀況時使用；以及太空船/登月艙接合器（SLA），用來裝載登月艙並將指令/服務艙與運載火箭相連。
太空船這樣的設計乃是基於所選定的月球軌道交會方案：將已對接好的指令/服務艙及登月艙一同送往月球並進入月球軌道。之後登月艙分離並登上月球，而指令/服務艙則仍留在軌道上。在登月任務完成後，指令/服務艙及登月艙在月球軌道上交會並對接，然後指令/服務艙載著太空人返回地球，並由指令艙載著太空人降落到地球表面。
在火箭發射期間，當太空船升空到一定高度且不再需要發射逃逸系統時就會將其拋棄，而太空船/登月艙接合器則仍留在火箭的上部級。在阿波羅任務中，農神1B號運載火箭曾兩次將無人的指令/服務艙、一次無人的登月艙、以及一個載人的指令/服務艙送入近地軌道。更大一些的農神5號運載火箭則曾兩次將無人的指令/服務艙送入高地軌道做飛行測試、一次僅運載載人的指令/服務艙進行登月任務、一次運載完整的太空船進行載人的近地軌道任務、以及八次運載完整的太空船進行載人的登月任務。在阿波羅計畫結束後，農神1B號運載火箭又曾四次運載指令/服務艙進行三次天空實驗室計畫的地球軌道任務，以及阿波羅-聯盟測試計劃任務。

## 指令/服務艙
阿波羅太空船的主要部份是能夠承載三人的指令/服務艙，用於在地球軌道上、地球與月球之間、以及在月球軌道上飛行，並能返回地球。該部分是由北美航空（即之後的洛克威爾）所負責建造。

### 指令艙（CM）

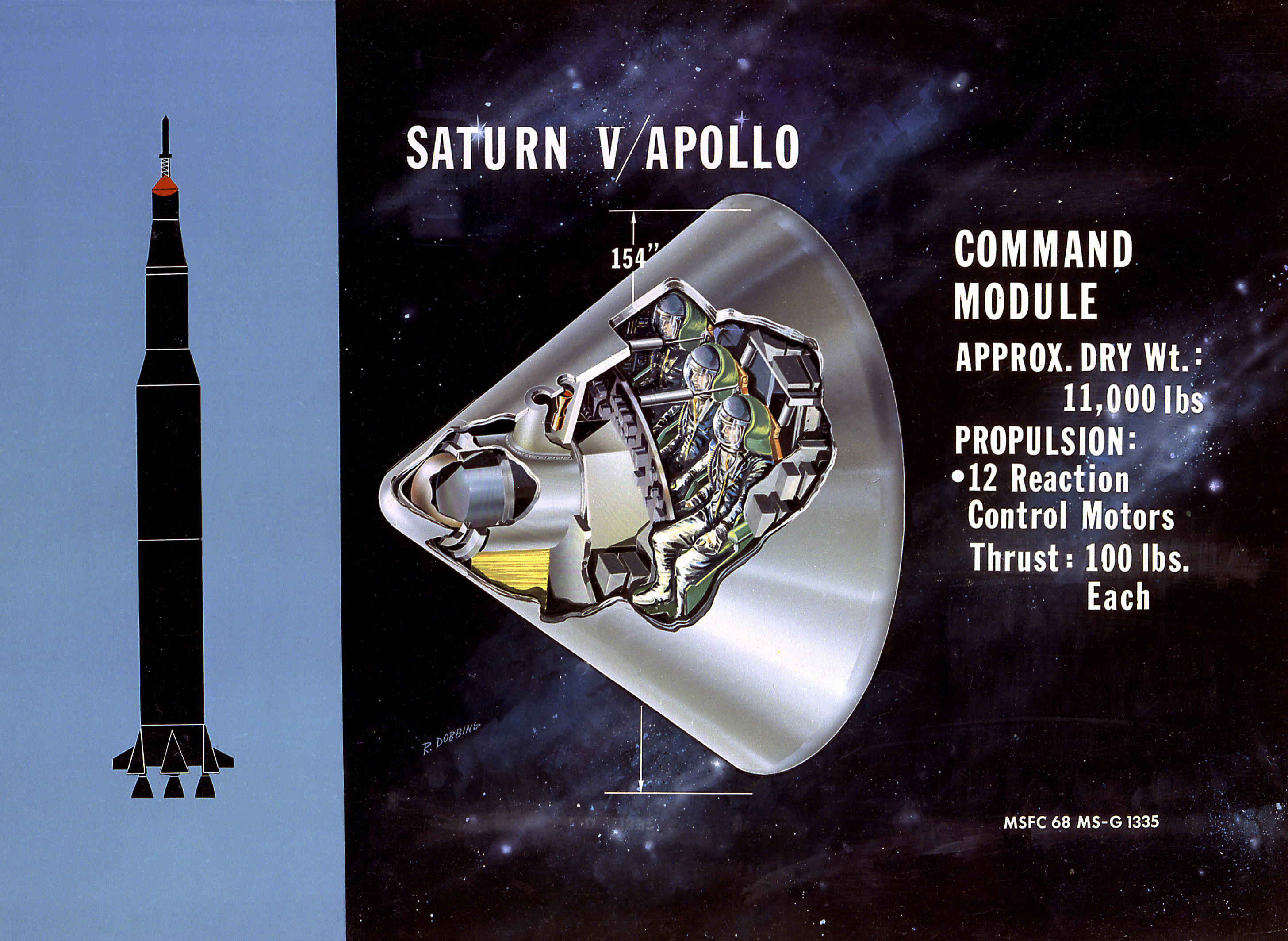
阿波羅指令艙及其在農神5號火箭上所處的位置

指令艙是阿波羅太空船的主要控制中心以及三名太空人的生活住處。其中包含加壓的主船員艙、太空人的臥椅、控制儀表板、光學電子導航系統、通訊系統、環境控制系統、電池、防熱盾、反推力系統、前端對接艙口、側艙門、五個窗口、以及降落傘回收系統。指令艙是整體阿波羅太空船及農神運載火箭中唯一完好返回地球的部份。

### 服務艙（SM）

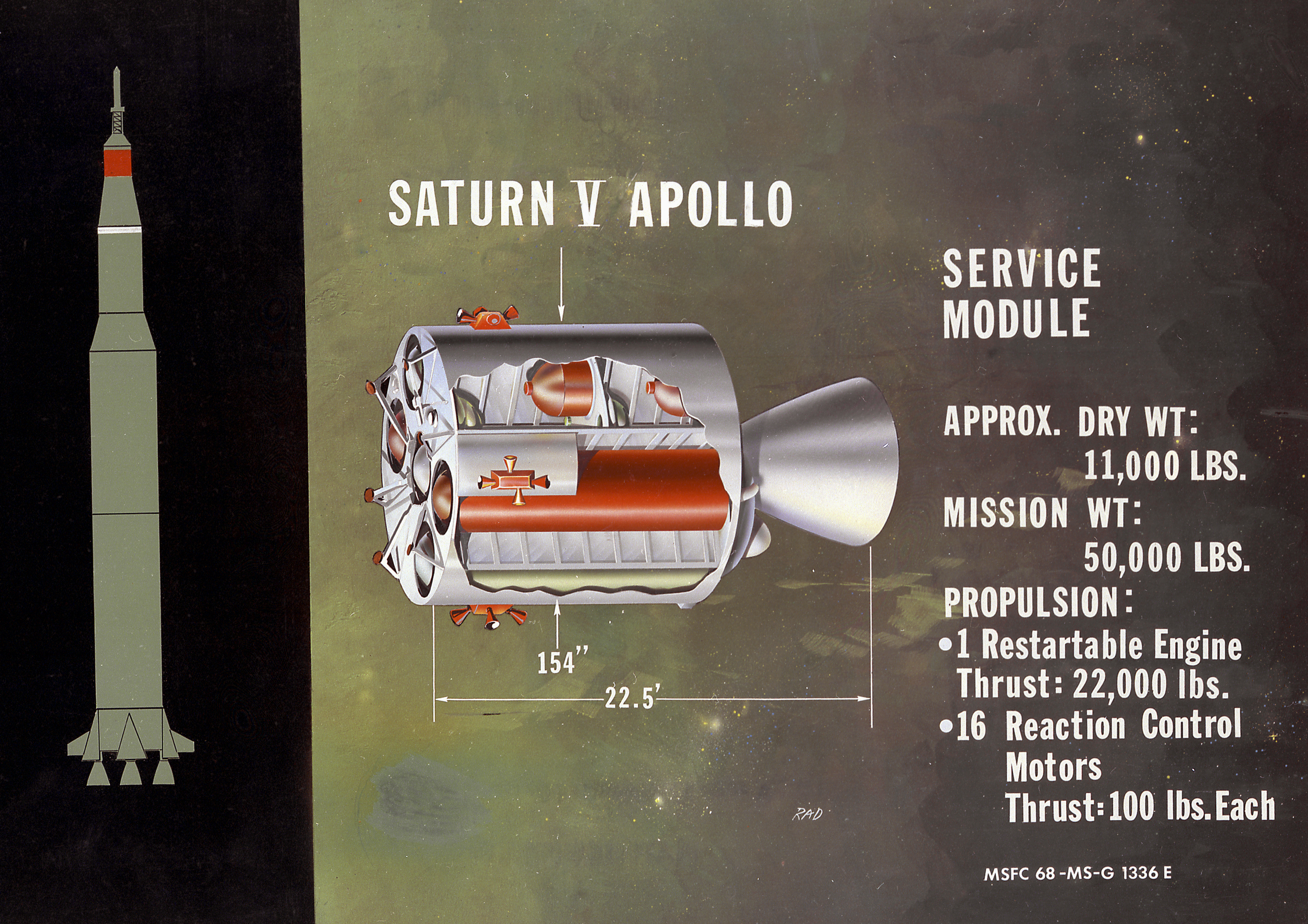
阿波羅服務艙

未加壓的服務艙包含一個主要的服務推進引擎以及進出月球軌道所需的推進器、一個能進行姿態控制及平移能力的反推力系統、含有氫氧反應物的燃料槽、發散餘熱至太空中的散熱器、以及一個高增益天線。燃料槽除了含有供人呼吸的氧氣外，也產生水供飲用及環境控制。阿波羅15號、16號、及17號的服務艙，還帶有科學儀器模組，當中有繪圖相機以及一個小型的子衛星以作研究月球之用。占整個服務艙絕大部分的推進器及主火箭引擎有多次重新啟動的功能，使阿波羅太空船能夠進出月球軌道以及在往返地球及月球之間進行航線修正。在整個任務期間，服務艙一直都與指令艙相連，直到返回過程中在進入大氣層之前才被丟棄。

## 登月艙（LM）

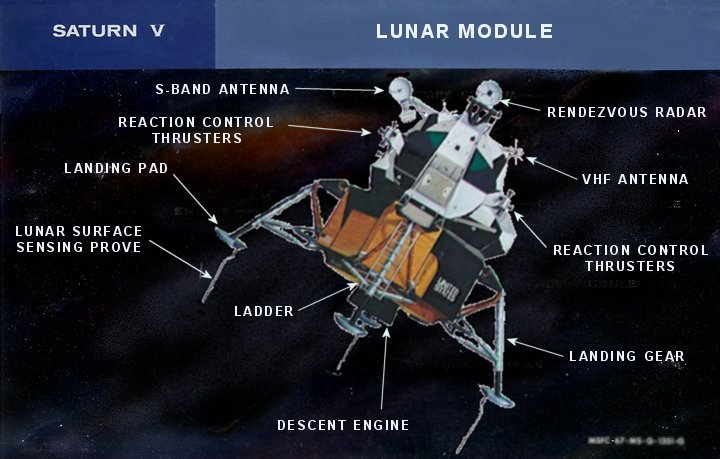
阿波羅登月艙

登月艙是為登陸月球及返回月球軌道所設計的一個單獨獨立的載具，由格魯門公司所負責設計並製造。當其首次獨自在真空的太空中飛行時，便成了第一個真正的「太空船」。登月艙由下降級和上升級所組成，在阿波羅15號、16號、及17號的任務中，為兩名太空人提供了四至五天的維生系統。
登月艙的下降級包含有起落架、登陸雷達天線、降落火箭引擎、以及登月所需燃料。此外，下降級還有幾個載貨的隔艙，能裝載阿波羅月面實驗包（ALSEP）、模組化設備運輸車（MET，阿波羅14號所用的儀器手推車）、月球車（用於阿波羅15號、16號、及17號）、月表電視攝相機、月表工具、以及月球標本採集箱。
上升級則包含船員艙、儀表板、艙蓋/對接口、前艙門、光學電子導航系統、反推力系統、雷達及通訊天線、上升火箭引擎、以及用於返回月球軌道與阿波羅指令/服務艙交會時所需的燃料。

## 發射逃逸系統（LES）

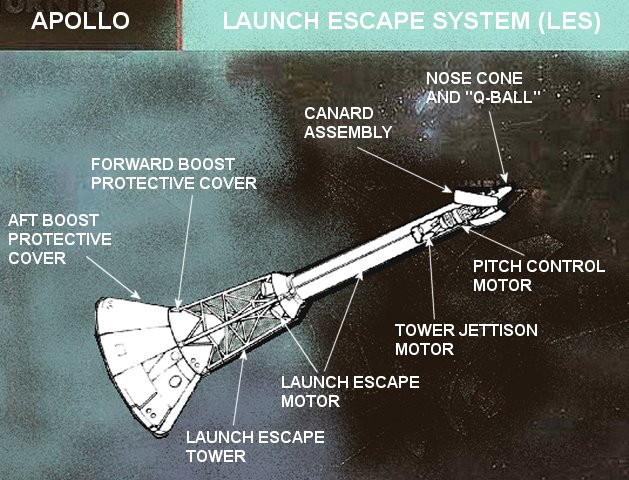
阿波羅發射逃逸系統

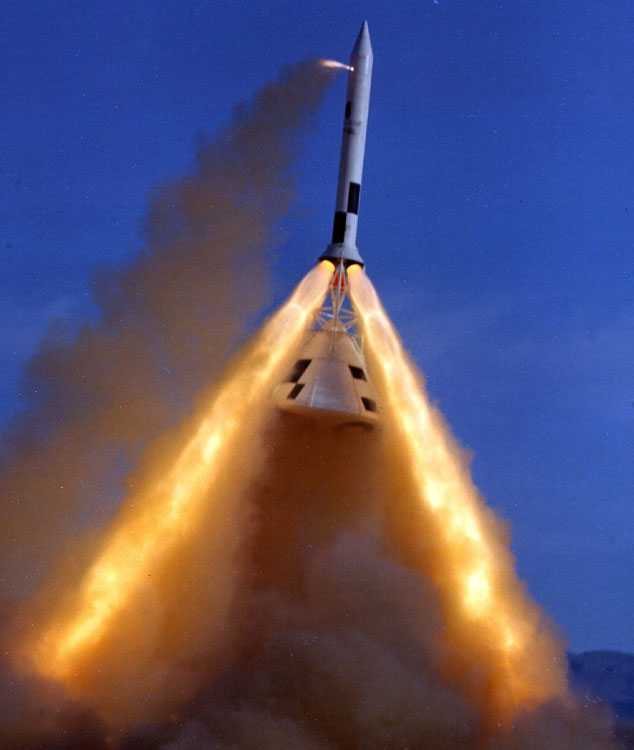
發射台發射中止測試。圖中可見俯仰控制發動機及發射逃逸發動機正在運作

阿波羅發射逃逸系統是由洛克希德火箭推進器公司所建造。其目的是當緊急事故發生時，如：發射前發射台失火、發射制導系統失靈、或運載火箭失控而很可能即將導致爆炸等，以迅速將指令艙帶離運載火箭並即刻中止任務。
發射逃逸系統有三套彼此間隔120度並能往下通達運載火箭外部的線路。若失去當中任兩條線路的訊號，便會自動啟動系統。另外，太空船的指令長也可以使用兩個轉移控制器的把手之一來手動激活系統，這樣就會將系統切換到一個特殊的發射中止模式。當啟動時，LES會點燃固態燃料逃逸火箭，並開啟前翼系統以引導指令艙飛離故障運載火箭的飛行路線。若在發射台上發生緊急事故，LES會將指令艙帶往足夠的高度，以使指令艙在觸地前能安全地展開降落傘回收系統。之後LES會被丟棄，而指令艙便靠其降落傘回收系統著陸。
若沒有緊急事故發生，照慣例，在運載火箭第二級點火後約20至30秒，便會利用由硫基橡膠化學公司所製造的一個分離式固態燃料火箭發動機來將發射逃逸系統丟棄。（此後若須中止任務，就會在無LES的情況下完成。）在四次無人的阿波羅計畫、以及15次載人的阿波羅計畫、以及阿波羅-聯盟測試計劃的飛行任務中，都有攜帶發射逃逸系統，但卻未曾使用過。

### 發射逃逸系統的主要部件
- 頭錐及Q球：在發射逃逸系統的頭錐中，含有一個稱作「Q球」的結構，當中排列了8個測壓的皮托管。這些感應器聯於指令艙及農神運載火箭的制導電腦，使其在大氣飛行期間能夠計算動壓（q），以及在進行中止發射時能計算攻角。[1]
- Q球罩：是一個泡沫塑料的遮罩，用以保護皮托管不被碎片雜物所堵塞，在發射前數秒就會被移去。[2] 遮罩是縱向切開的兩個半部，由一個2吋（51公厘）的橡皮筋連接在一起。在橡皮筋之後放有一個刀片，夾在兩半部的遮罩之間。有一鋼繩連於刀片的頂部和底部以及遮罩的兩半部，然後經由發射控制塔（LUT）頂部懸臂起重機上的滑輪向下延伸到360呎（110公尺）高的發射控制塔右側的管線，並連接管線內的一個筒狀砝碼（重物）。砝碼則擱在一個由氣動電磁閥控制的槓桿上。當發射控制中心（LCC）開動閥門時，每平方英吋600磅（600 PSI）的氮氣氣壓會轉動槓桿向下，使砝碼掉落，從而拉動鋼繩，並順勢拉動刀片將橡皮筋切斷，同時也將遮罩的兩半部拉離運載火箭。這樣簡易的系統就表面上來看是有點過度設計了，但是因為依賴Q球提供資料的發射逃逸系統在發射前5分鐘就會整備待命，所以一旦必須在發射台上中止發射時，撤掉Q球罩就成了生死攸關的重要環節。
- 前翼配件及俯仰控制發動機：在緊急事故發生時，這兩部件是結合在一起運作的，以將指令艙帶離運載火箭爆炸時的飛行路線，並飛到發射台的旁邊才不會降落在失火的發射台中間。
- 逃逸塔丟棄發動機：當不再需要發射逃逸系統時，這個較小的固態燃料發動機就會將其丟棄。這通常是在第二級火箭點火之後發生。
- 發射逃逸發動機：為主要固態燃料火箭發動機，經由四個火箭噴嘴發射，並將指令艙迅速帶離發射事故。
- 發射逃逸塔：將發射逃逸系統附在指令艙上的配件。
- 推進防護罩（BPC）：為一空心圓錐結構，在發射時能完全密合覆罩在指令艙上。當火箭在大氣中爬升時，它可以保護指令艙的防熱盾以及窗口。若必須用到發射逃逸系統時，它也可以保護指令艙免受逃逸火箭排出的氣體損害。

### 規格
- 長度（不含BPC）：32呎6吋（9.92公尺）
- 長度（含BPC）：39呎5吋（12.02公尺）
- 直徑：2呎2吋（0.66公尺）
- 總質量：9,200英磅（4,200）
- 推力（於36,000呎）：147,000英磅力（650千牛頓）
- 最大推力：200,000英磅力（890千牛頓）
- 推進時間：4秒

### 中止測試
- 阿波羅發射台中止測試-1（英语：Pad Abort Test-1 (Apollo)）
- 阿波羅發射台中止測試-2（英语：Pad Abort Test-2 (Apollo)）
- 小喬二號（英语：Little Joe II）

## 太空船/登月艙接合器（SLA）

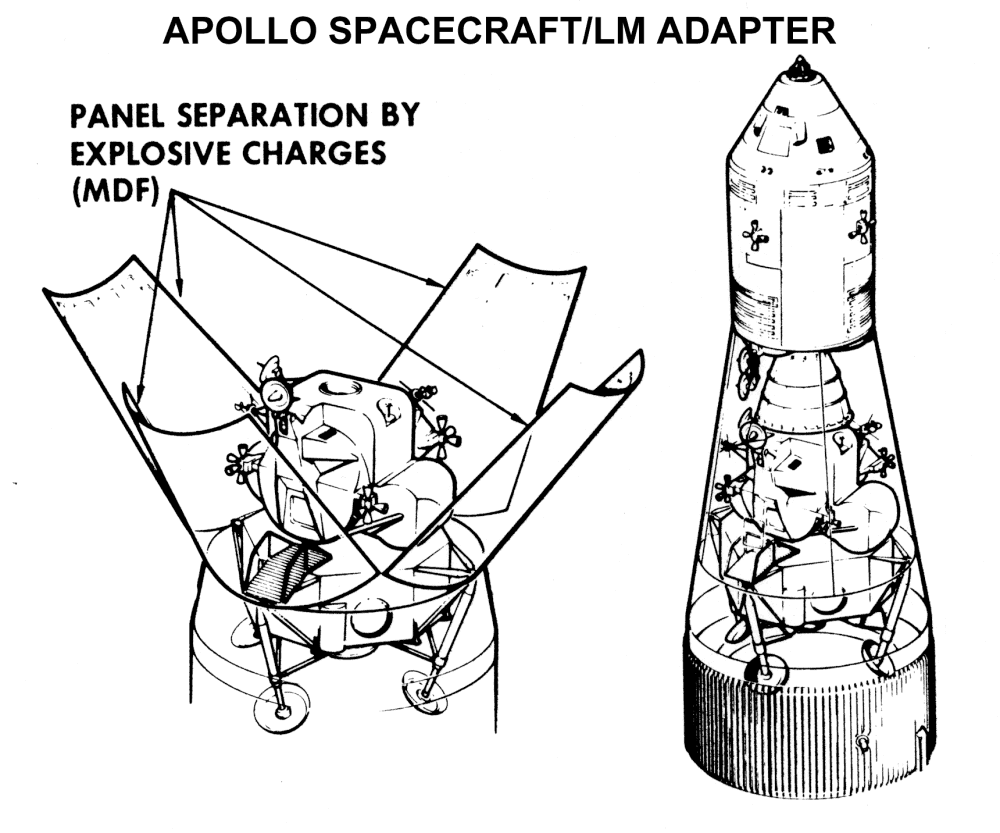
阿波羅太空船/登月艙接合器

由北美航空（洛克威爾）所製造的太空船/登月艙接合器是一個圓錐型鋁製結構，在農神運載火箭S-IVB火箭級的上方支撐著服務艙。 當火箭處於發射階段以及在大氣中爬升期間，太空船/登月艙接合器可以保護服務推進系統的引擎噴嘴、登月艙（LM）、以及連於運載火箭與服務艙的臍帶電纜。
在S-IVB火箭級頂部的控制設備單元上拴有四個7英尺（2.1）高的固定面板，並藉著鉸鏈與另外四個21英尺（6.4）高的面板相連。這四個21英尺（6.4）高的面板可以如同花瓣般從頂端向四方展開。太空船/登月艙接合器便是由這些面板所組成，而且是用1.7英寸（43）厚的鋁製蜂巢狀的材質製成 ，並在其外部披覆了一層薄的軟木（0.03—0.2英寸或0.76—5.08），再將其漆成白色，以在發射及升空時儘量減少熱應力的影響。 
在接合器頂部凸起的邊緣上則拴著服務艙。太空船在離開近地軌道之後，太空人就會按下在控制儀表板上的「CSM/LV Sep」按鈕，以將指令服務艙（CSM）與運載火箭（LV）分離。由於與S-IVB火箭級分離失敗會將太空人困在軌道上，分離系統便採行了多路信號、多個雷管、以及多個定量炸藥的方式，這樣即便一個定量炸藥引爆失敗，也能接著引爆另一個，以確保能與火箭成功分離。按鈕按下之後，引信會被點燃，在服務艙與接合器之間凸起邊緣的周圍、以及沿著接合器四個面板間的接縫就會爆炸，以將服務艙鬆脫，並炸開面板之間的連接。之後，在接合器面板下端的雙冗餘煙火推進器便會發動，以每秒30～60度的速率使四個面板依著鉸鍊向外翻動。
在阿波羅7號以及之前的所有阿波羅飛行任務中，接合器的面板會照原先的設計仍然鏈接在S-IVB上並向外開45度。但是當阿波羅7號太空人正實習與裝有虛設對接目標（取代真的登月艙）的S-IVB/SLA交會時，便發現在登月任務期間，太空船與登月艙進行對接並將其取出時，可能會與接合器面板有碰撞之虞。為此，在重新設計的過程中，便使用了一個彈簧加載的鉸鏈鬆脫系統，能夠以45度角將面板鬆脫並以時速約5英哩的速度將面板從S-IVB推離。及至太空人將指令/服務艙拉離S-IVB並掉轉180度回來準備進行對接時，面板已經遠在安全的距離之外了。
在接合器的較低面板處有四個點可以使登月艙與其相連。在太空人將指令/服務艙與登月艙對接之後，就會引爆炸藥，使這四個連接點與登月艙分離，並且有個裁切機將登月艙連於控制設備單元的臍帶電纜切斷。在炸藥點燃之後，彈簧就會將登月艙從S-IVB往外推離，然後太空人就可以繼續航向月球了。

### 規格
- 高度：28呎（8.5公尺）
- 頂部直徑：12呎10吋（3.9公尺）（服務艙末端直徑長度）
- 基部直徑：21呎8吋（6.6公尺）（S-IVB末端直徑長度）
- 重量：4,050磅（1,840公斤）
- 體積：6,700立方英尺（190立方公尺），4,900立方英尺（140立方公尺）可用

## 太空船的目前位置
所有指令艙、未執行飛行任務的服務艙、以及登月艙的處置方式則詳見「生產的指令服務艙」與「生產的登月艙」。（所有執行飛行任務的服務艙於任務結束後都在大氣層中被燒毀。）

## 外部連結
- NASA report JSC-03600 Apollo/Skylab ASTP and Shuttle Orbiter Major End Items （页面存档备份，存于）, Final Report, March 1978; NASA report listing dispositions of all rockets and spacecraft used in the Apollo, Skylab, Apollo-Soyez Test Project and early shuttle missions, as of 1978.
- Apollo D-2 Proposal by General Electric, Encyclopedia Astronautica
- https://ntrs.nasa.gov/citations/19730025115 （页面存档备份，存于），Saturn 5 Launch Vehicle Flight Evaluation Report, SA-513, Skylab 1